# Marit Lindemann
Marit Lindemann (* 18. Mai 1992 in Unna als Marit Bergmann) ist eine deutsche Triathletin und mehrfache Ironman-Siegerin (2022–2025).

## Werdegang
Lindemann ist Mitglied beim Laufteam Unna und mehrfache Deutsche Meisterin im Triathlon und Duathlon in verschiedenen Altersklassen. Seit 2019 ist sie Mitglied beim Hartmann Tri Team TVG Kaiserau und seit 2020 nimmt sie an Triathlon-Wettkämpfen teil. Seit 2021 ist sie Mitglied beim Tri-Club Wuppertal.
Bei der Deutschen Meisterschaft auf der Triathlon-Mitteldistanz belegte sie im Mai 2022 den dritten Rang. Sie gewann im August auf der Triathlon-Langdistanz den Ironman Maastricht-Limburg (3,86 km Schwimmen, 180,2 km Radfahren und 42,195 km Laufen) und im September auf der Mitteldistanz den Ironman 70.3 Erkner.
2023 gewann sie im Juni mit dem Ironman Hamburg ihr zweites Ironman-Rennen und qualifizierte sich damit für einen Startplatz bei den Ironman World Championships auf Hawaii. Im August gewann sie den Ironman 70.3 Duisburg.
Lindemann gewann im September 2024 den Ironman Austria in Klagenfurt. Eine Woche darauf belegte die 32-jährige bei den Ironman-Weltmeisterschaften in Nizza als Amateurin (Agegrouperin) startend den neunten Platz in ihrer Altersklasse 30–34.
Im Juni 2025 gewann sie mit dem Ironman 70.3 Switzerland ihr drittes Ironman-70.3-Rennen.
Im Juni 2025 gewann sie mit dem Ironman Germany ihr viertes Ironman-Rennen.
Lindemann ist seit November 2023 verheiratet und lebt mit ihrem Mann in Unna.

## Sportliche Erfolge
| Datum/Jahr    | Platz | Wettbewerb                                         | Austragungsort    | Zeit     | Bemerkung                                                         |
| ------------- | ----- | -------------------------------------------------- | ----------------- | -------- | ----------------------------------------------------------------- |
| 29. Juni 2025 | 1     | Ironman Germany                                    | Frankfurt am Main | 09:13:15 |                                                                   |
| 1. Juni 2025  | 1     | Ironman 70.3 Switzerland                           | Rapperswil-Jona   | 04:24:08 |                                                                   |
| 22. Sep. 2024 | 55    | Ironman World Championships                        | Nizza             | 10:36:02 | zehnter Rang in der AK 30–34 bei der Ironman-Weltmeisterschaft    |
| 16. Sep. 2024 | 1     | Ironman Austria                                    | Klagenfurt        | 09:12:31 | [ 9 ]                                                             |
| 11. Mai 2024  | 11    | Ironman 70.3 Mallorca                              | Alcúdia           | 04:35:25 | Siegerin der Altersklasse 30–34                                   |
| 14. Okt. 2023 | 75    | Ironman Hawaii                                     | Kailua-Kona       | 10:01:50 | Ironman World Championships; zwölfter Rang der Altersklasse 30–34 |
| 6. Aug. 2023  | 2     | Ironman 70.3 Duisburg                              | Duisburg          | 04:15:35 |                                                                   |
| 6. Aug. 2023  | 1     | Ironman 70.3 Duisburg                              | Duisburg          | 04:14:40 |                                                                   |
| 4. Juni 2023  | 1     | Ironman Hamburg                                    | Hamburg           | 09:11    |                                                                   |
| 11. Sep. 2022 | 1     | Ironman 70.3 Erkner                                | Erkner            |          |                                                                   |
| 7. Aug. 2022  | 1     | Ironman Maastricht-Limburg                         | Maastricht        | 09:44:18 | keine Profi-Athletinnen am Start                                  |
| 29. Mai 2022  | 3     | DTU Deutsche Meisterschaft Triathlon Mitteldistanz | Ingolstadt        | 04:13:06 | Deutsche Meisterschaft Triathlon Mitteldistanz Elite              |

(DNF – Did Not Finish; DNS – Did Not Start)